# Gelijkenis van de kameel door het oog van de naald

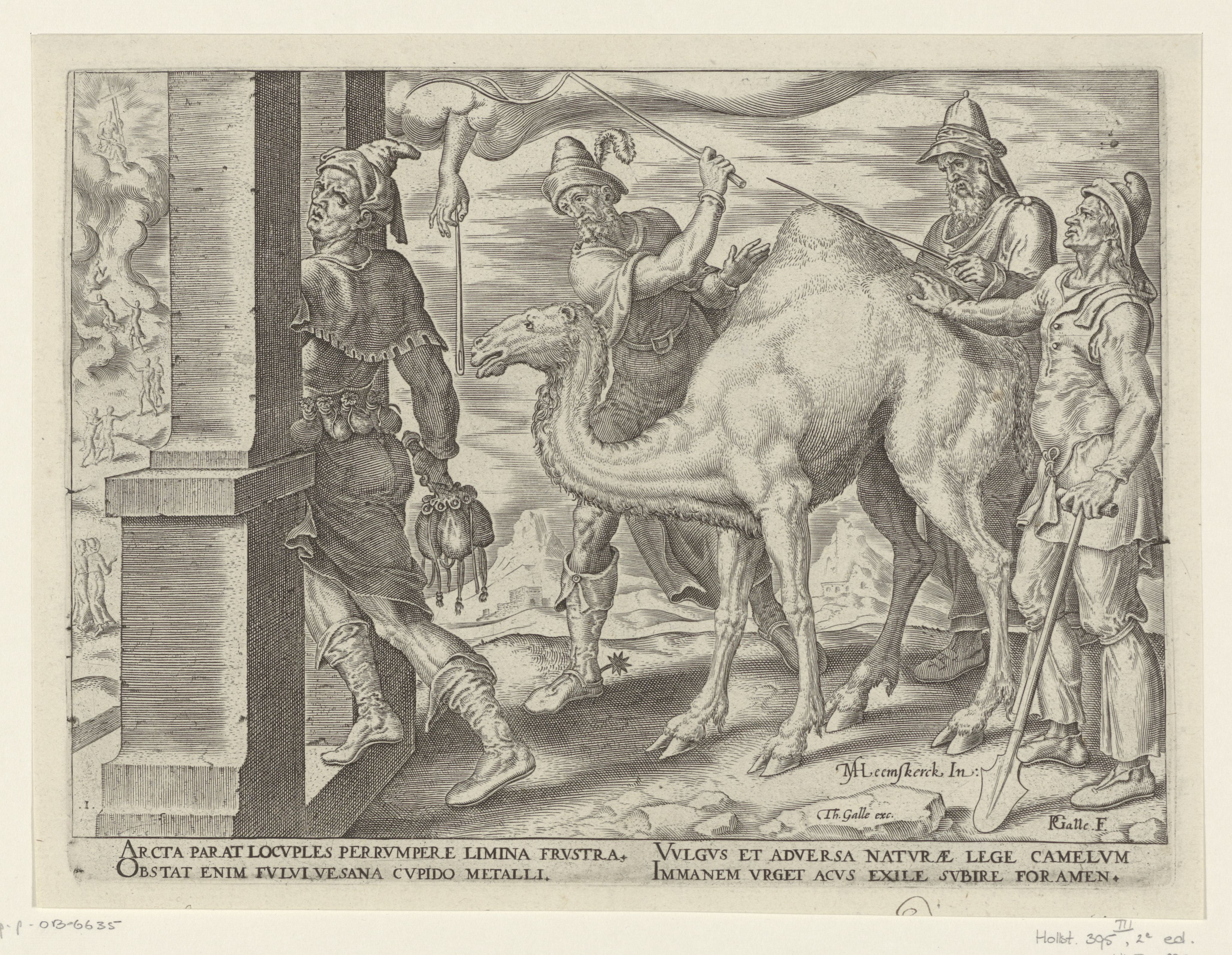
Het is gemakkelijker voor een kameel om door het oog van een naald te gaan, dan voor een rijke om het koninkrijk van God binnen te gaan De ellende van rijkdom. 16e-eeuwse gravure.

De gelijkenis van de kameel door het oog van de naald is een parabel die door Jezus verteld werd volgens Matteüs 19:16-26, Marcus 10:17-27 en Lucas 18:18-27. 

## Inhoud
Er kwam een man die voor Jezus op zijn knieën viel en vroeg wat hij moest doen om deel te krijgen aan het eeuwige leven. Jezus zei: "U kent de geboden: pleeg geen moord, pleeg geen overspel, steel niet, leg geen vals getuigenis af, bedrieg niemand, toon eerbied voor uw vader en uw moeder." De man zei dat hij dit al sinds zijn jeugd deed. Jezus zei dat hem nog één ding ontbrak: hij moest naar huis gaan alles wat hij bezat verkopen en de opbrengst aan de armen geven. Dan zou hij een schat in de hemel bezitten. Als hij dat had gedaan, kon hij bij Jezus terugkomen. De man werd somber en ging terneergeslagen weg, want hij had veel bezittingen.
Jezus keek de kring rond en zei tegen zijn leerlingen dat het moeilijk is voor rijken om het koninkrijk van God binnen te gaan. De leerlingen schrokken hiervan. Maar Jezus herhaalde dat het moeilijk is om het koninkrijk van God binnen te gaan. "Het is makkelijker voor een kameel om door het oog van een naald te gaan dan voor een rijke om het koninkrijk van God binnen te gaan." Dit maakte hen nog ongeruster en ze zeiden tegen elkaar: "Wie kan er dan nog gered worden?" Jezus zei: "Bij mensen is het onmogelijk, maar niet bij God, want voor God is alles mogelijk."

## Interpretatie
De gebruikelijke interpretatie van deze gelijkenis is dat een christen zijn oude leven en al haar behoren moet afleggen om het koninkrijk van God in te gaan.
In orthodoxe kringen wordt deze gelijkenis soms uitgelegd door aan te nemen dat er in de muren van Jeruzalem een klein stadspoortje zou zijn geweest. Om daar doorheen te kunnen moest je alles afladen. Er is echter geen aanwijzing voor het bestaan van een dergelijke poort.

## Uitdrukking
De uitdrukking 'door het oog van een naald kruipen' betekent 'op het nippertje ontsnappen' of 'iets ternauwernood volbrengen'.